# Sant Martí del Montseny
Sant Martí del Montseny és una ermita del municipi de Montseny (Vallès Oriental) inclosa en l'Inventari del Patrimoni Arquitectònic de Catalunya. És un edifici religiós de planta rectangular, possiblement romànic encara que hi ha qui pensa que és més antic.
No té cap característica especial. És de dos cossos: el presbiteri i la nau. Està arrebossada i emblanquinada. Té un entaulament de fusta, damunt l'antic enllosat. Presenta una espadanya petita i rústica, poc arreglada. La portada és de mig punt de maó amb una petita motllura en tota l'extensió de la portada. La mesa de l'altar és antiga.
És una ermita amb la casa de l'ermità al costat, actualment derruïda. La primera referència que apareix en els llibres de visites pastorals data de l'any 1601, però sense cap dubte, l'església és molt més antiga. En la visita del 9 de setembre de 1886 es diu que s'ignora quan es va construir.